# Jacobs Dream
Jacobs Dream est un groupe de power metal américain, originaire de Columbus, Ohio.

## Biographie
Le groupe est formé en 1994, à Columbus, Ohio. Il comprend les guitaristes John Berry et Jon Noble, le bassiste James Evans, le batteur Gary Holtzman, et le chanteur David Taylor. En 1996, ils enregistrent une démo vendue à 3 000 exemplaires aux États-Unis et en Europe,.
Leur première grande sortie s'effectue en 2000 avec leur premier album, l'éponyme Jacobs Dream, publié au label Metal Blade Records. Ils ont aussi la possibilité de jouer à d'importants festivals comme le Bang Your Head !!! et le Wacken Open Air. Leur premier chanteur, David Taylor, quitte le groupe après la sortie de leur deuxième album, Theater of War, à cause de contraintes familiales. Taylor est remplacé par l'ancien chanteur de BioGenesis, Chaz Bond, qui participe à l'album Drama of the Ages (2005). En 2008, le groupe publie l'album Dominion Of Darkness, et l'album Beneath the Shadows en 2009.
À la fin 2013, Chaz Bond quitte le groupe pour se consacrer à BioGenesis et est remplacé par Kevin Wright. Cette même année, ils publient l'album Where Vultures Gather. En juillet 2016, David Taylor revient dans le groupe.

## Style musical
Le style musical du groupe s'inspire de celui de Iron Maiden avec une tendance metal progressif, similaire à celui de Queensrÿche et Fates Warning,,.

## Membres

### Membres actuels
- Chaz Bond - chant
- John Berry - guitare
- Jon Noble - guitare
- James Evans - basse
- Gary Holtzman - batterie

### Anciens membres
- Derek Eddleblute - guitare
- Rick May - batterie
- Billy Queen - batterie
- David Taylor - chant

## Discographie
- 1996 : Demo '96 (démo)
- 2000 : Jacobs Dream
- 2001 : Theater of War
- 2005 : Drama of the Ages
- 2008 : Dominion of Darkness
- 2009 : Beneath the Shadows